# 迈克尔·贝格利
迈克尔·贝格利（英語：Michael Begley，1872年9月22日—1938年8月24日），美国男子赛艇运动员。他曾代表美国参加1904年夏季奥林匹克运动会赛艇比赛，获得男子四人单桨无舵手银牌。